# Sirtuine 2
La sirtuine 2 est une histone désacétylase NAD-dépendante de la famille des sirtuines. Il s'agit d'une protéine qui, chez l'homme, est codée par le gène SIRT2 situé sur le chromosome 19,.

## Rôles
La sirtuine 2, comme les autres protéines de la même famille, est largement distribuée à travers les tissus les plus divers, notamment ceux qui sont le siège d'un métabolisme intense, tels que le cerveau, les muscles, le foie, les testicules, le pancréas, les reins et le tissu adipeux chez la souris. En particulier, l'expression de la sirtuine 2 est bien plus élevée dans le cerveau que dans tous les autres organes étudiés, notamment dans le cortex, le striatum, l'hippocampe et la moelle épinière.
Les sirtuines humaines agissent comme des protéines régulatrices intracellulaires dotées d'une activité mono(ADP-ribosyltransférase). La sirtuine 2 agit notamment au niveau de l'acétylation des microtubules, du contrôle de la myélinisation du système nerveux central et du système nerveux périphérique, et de la néoglucogenèse. La sirtuine 2 assure également des fonctions supplémentaires au sein du noyau. Elle est ainsi responsable de la désacétylation de la lysine 16 sur l'histone H4 (dite désacétylation H4K16) au point de contrôle G2/M (en), ce qui facilite la méthylation H4K20 et le compactage de la chromatine. La sirtuine 2 réalise également in vivo une désacétylation H3K56 en réponse à une lésion de l'ADN. Enfin, la sirtuine 2 régule négativement l'activité acétyltransférase du co-activateur transcriptionnel p300 via la désacétylation d'une boucle d'automodification de son domaine catalytique.